# Giovanni Martino Hamerani
Giovanni Martino Hamerani (Roma, 10 febbraio 1646 – Roma, 28 giugno 1705) è stato un medaglista italiano.
Giovanni Martino, noto anche semplicemente come Giovanni, era figlio di un altro medaglista, Alberto Hamerani e di Maria Aguccia. Faceva parte di una dinastia, gli Hamerani, fondata da Johann Andreas Hameran, un incisore di conii proveniente dalla Bassa Baviera e presente a Roma dal 1616.

## Biografia
Secondo Venuti e Forrer nacque a Roma il 30 ottobre 1649, mentre secondo il Dizionario Biografico degli Italiani nacque il 10 febbraio 1646.
Nel 1667 sposò Brigida Melchiorri. In seguito la coppia ebbe vari figli.
Nel 6 gennaio 1669 in Roma dal Notaro Francesco Salvi firmò un contratto per l'incisione dei conii per la zecca di Ronco chiamatovi dal marchese Napoleone Spinola.
Alla morte del padre fu nominato medaglista da papa Clemente X e in seguito da Innocenzo XI, Alessandro VIII, Innocenzo XII e Clemente XI.
Nel 1684 Giovanni divenne membro dell'Accademia di San Luca, su proposta di Giacinto Brandi allora "principe dell'Accademia". L'accademia possiede un suo ritratto opera di Pier Leone Ghezzi. Il cartiglio recita: Iohannes • Hamerani • Rom. // Pont Numismatum Incisor // vixit an LII obiit die XXVIII ivn mccv.
Morì nel 28 giugno 1705.
Lasciò sei figli: Plautilla, Ermenegildo, Colomanno, Settimia, Ottone e Floradecia. La figlia Beatrice, anche lei medaglista era morta l'anno prima. Oltre a Beatrice si distinsero nell'arte di incisori di medaglie anche Ermenegildo e Ottone.
Giovanni Martino ha lasciato sui conii diverse firme, tra cui J. HAMERANVS, OPUS HAMERANI ed anche un semplice G H per una medaglia coniata nel I anno di pontificato di Clemente X Altieri. Le medaglie incise sono più di cento, per la maggior parte legate direttamente alle attività dei pontefici romani. Ci sono anche medaglie per le sedi vacanti, una con il busto del cardinale inglese Philip Howard e altre ancora.

## Albero genealogico
|                     |                     |                     |                     |                     |                     | Johann Andreas Hameran | Johann Andreas Hameran | Johann Andreas Hameran | Johann Andreas Hameran | Johann Andreas Hameran                | Johann Andreas Hameran                |                                       |                                       |                                       |                                       |                             |                             | Margherita Corradini        | Margherita Corradini        | Margherita Corradini        | Margherita Corradini        | Margherita Corradini      | Margherita Corradini      |                     |                     |                     |                     |                     |                     |              |              |              |              |
|                     |                     |                     |                     |                     |                     | Johann Andreas Hameran | Johann Andreas Hameran | Johann Andreas Hameran | Johann Andreas Hameran | Johann Andreas Hameran                | Johann Andreas Hameran                |                                       |                                       |                                       |                                       |                             |                             | Margherita Corradini        | Margherita Corradini        | Margherita Corradini        | Margherita Corradini        | Margherita Corradini      | Margherita Corradini      |                     |                     |                     |                     |                     |                     |              |              |              |              |
|                     |                     |                     |                     |                     |                     |                        |                        |                        |                        |                                       |                                       |                                       |                                       |                                       |                                       |                             |                             |                             |                             |                             |                             |                           |                           |                     |                     |                     |                     |                     |                     |              |              |              |              |
|                     |                     |                     |                     | Maria Aguccia       | Maria Aguccia       | Maria Aguccia          | Maria Aguccia          | Maria Aguccia          | Maria Aguccia          |                                       |                                       | Alberto Hamerani                      | Alberto Hamerani                      | Alberto Hamerani                      | Alberto Hamerani                      | Alberto Hamerani            | Alberto Hamerani            |                             |                             |                             |                             |                           |                           |                     |                     |                     |                     |                     |                     |              |              |              |              |
|                     |                     |                     |                     | Maria Aguccia       | Maria Aguccia       | Maria Aguccia          | Maria Aguccia          | Maria Aguccia          | Maria Aguccia          |                                       |                                       | Alberto Hamerani                      | Alberto Hamerani                      | Alberto Hamerani                      | Alberto Hamerani                      | Alberto Hamerani            | Alberto Hamerani            |                             |                             |                             |                             |                           |                           |                     |                     |                     |                     |                     |                     |              |              |              |              |
|                     |                     |                     |                     |                     |                     |                        |                        |                        |                        |                                       |                                       |                                       |                                       |                                       |                                       |                             |                             |                             |                             |                             |                             |                           |                           |                     |                     |                     |                     |                     |                     |              |              |              |              |
|                     |                     |                     |                     |                     |                     |                        |                        |                        |                        |                                       |                                       |                                       |                                       |                                       |                                       |                             |                             |                             |                             |                             |                             |                           |                           |                     |                     |                     |                     |                     |                     |              |              |              |              |
| Brigitta Marchionni | Brigitta Marchionni | Brigitta Marchionni | Brigitta Marchionni | Brigitta Marchionni | Brigitta Marchionni |                        |                        |                        |                        | Giovanni Martino Hamerani (1646-1705) | Giovanni Martino Hamerani (1646-1705) | Giovanni Martino Hamerani (1646-1705) | Giovanni Martino Hamerani (1646-1705) | Giovanni Martino Hamerani (1646-1705) | Giovanni Martino Hamerani (1646-1705) |                             |                             | Anna Hamerani (1642-1679)   | Anna Hamerani (1642-1679)   | Anna Hamerani (1642-1679)   | Anna Hamerani (1642-1679)   | Anna Hamerani (1642-1679) | Anna Hamerani (1642-1679) |                     |                     |                     |                     |                     |                     |              |              |              |              |
| Brigitta Marchionni | Brigitta Marchionni | Brigitta Marchionni | Brigitta Marchionni | Brigitta Marchionni | Brigitta Marchionni |                        |                        |                        |                        | Giovanni Martino Hamerani (1646-1705) | Giovanni Martino Hamerani (1646-1705) | Giovanni Martino Hamerani (1646-1705) | Giovanni Martino Hamerani (1646-1705) | Giovanni Martino Hamerani (1646-1705) | Giovanni Martino Hamerani (1646-1705) |                             |                             | Anna Hamerani (1642-1679)   | Anna Hamerani (1642-1679)   | Anna Hamerani (1642-1679)   | Anna Hamerani (1642-1679)   | Anna Hamerani (1642-1679) | Anna Hamerani (1642-1679) |                     |                     |                     |                     |                     |                     |              |              |              |              |
|                     |                     |                     |                     |                     |                     |                        |                        |                        |                        |                                       |                                       |                                       |                                       |                                       |                                       |                             |                             |                             |                             |                             |                             |                           |                           |                     |                     |                     |                     |                     |                     |              |              |              |              |
|                     |                     |                     |                     |                     |                     |                        |                        |                        |                        |                                       |                                       |                                       |                                       |                                       |                                       |                             |                             |                             |                             |                             |                             |                           |                           |                     |                     |                     |                     |                     |                     |              |              |              |              |
| Beatrice Hamerani   | Beatrice Hamerani   | Beatrice Hamerani   | Beatrice Hamerani   | Beatrice Hamerani   | Beatrice Hamerani   |                        |                        | Ermenegildo Hamerani   | Ermenegildo Hamerani   | Ermenegildo Hamerani                  | Ermenegildo Hamerani                  | Ermenegildo Hamerani                  | Ermenegildo Hamerani                  |                                       |                                       | Ottone Hamerani (1694-1761) | Ottone Hamerani (1694-1761) | Ottone Hamerani (1694-1761) | Ottone Hamerani (1694-1761) | Ottone Hamerani (1694-1761) | Ottone Hamerani (1694-1761) |                           |                           |                     |                     |                     |                     | Teresa Velli        | Teresa Velli        | Teresa Velli | Teresa Velli | Teresa Velli | Teresa Velli |
| Beatrice Hamerani   | Beatrice Hamerani   | Beatrice Hamerani   | Beatrice Hamerani   | Beatrice Hamerani   | Beatrice Hamerani   |                        |                        | Ermenegildo Hamerani   | Ermenegildo Hamerani   | Ermenegildo Hamerani                  | Ermenegildo Hamerani                  | Ermenegildo Hamerani                  | Ermenegildo Hamerani                  |                                       |                                       | Ottone Hamerani (1694-1761) | Ottone Hamerani (1694-1761) | Ottone Hamerani (1694-1761) | Ottone Hamerani (1694-1761) | Ottone Hamerani (1694-1761) | Ottone Hamerani (1694-1761) |                           |                           |                     |                     |                     |                     | Teresa Velli        | Teresa Velli        | Teresa Velli | Teresa Velli | Teresa Velli | Teresa Velli |
|                     |                     |                     |                     |                     |                     |                        |                        |                        |                        |                                       |                                       |                                       |                                       |                                       |                                       |                             |                             |                             |                             |                             |                             |                           |                           |                     |                     |                     |                     |                     |                     |              |              |              |              |
|                     |                     |                     |                     |                     |                     |                        |                        |                        |                        |                                       |                                       | Maria Antonia Fuga                    | Maria Antonia Fuga                    | Maria Antonia Fuga                    | Maria Antonia Fuga                    | Maria Antonia Fuga          | Maria Antonia Fuga          |                             |                             |                             |                             |                           |                           | Ferdinando Hamerani | Ferdinando Hamerani | Ferdinando Hamerani | Ferdinando Hamerani | Ferdinando Hamerani | Ferdinando Hamerani |              |              |              |              |
|                     |                     |                     |                     |                     |                     |                        |                        |                        |                        |                                       |                                       | Maria Antonia Fuga                    | Maria Antonia Fuga                    | Maria Antonia Fuga                    | Maria Antonia Fuga                    | Maria Antonia Fuga          | Maria Antonia Fuga          |                             |                             |                             |                             |                           |                           | Ferdinando Hamerani | Ferdinando Hamerani | Ferdinando Hamerani | Ferdinando Hamerani | Ferdinando Hamerani | Ferdinando Hamerani |              |              |              |              |
|                     |                     |                     |                     |                     |                     |                        |                        |                        |                        |                                       |                                       |                                       |                                       |                                       |                                       |                             |                             |                             |                             |                             |                             |                           |                           |                     |                     |                     |                     |                     |                     |              |              |              |              |
|                     |                     |                     |                     |                     |                     |                        |                        |                        |                        |                                       |                                       |                                       |                                       |                                       |                                       |                             |                             |                             |                             |                             |                             |                           |                           |                     |                     |                     |                     |                     |                     |              |              |              |              |
|                     |                     |                     |                     |                     |                     |                        |                        |                        |                        |                                       |                                       |                                       |                                       | Giovanni Hamerani                     | Giovanni Hamerani                     | Giovanni Hamerani           | Giovanni Hamerani           | Giovanni Hamerani           | Giovanni Hamerani           |                             |                             | Gioacchino Hamerani       | Gioacchino Hamerani       | Gioacchino Hamerani | Gioacchino Hamerani | Gioacchino Hamerani | Gioacchino Hamerani |                     |                     |              |              |              |              |